# GARNET CROW REQUEST BEST
『GARNET CROW REQUEST BEST』（リクエストベスト）は、GARNET CROWの5作目のベストアルバム。2013年10月9日にGIZA studioから発売された。

## 解説
2013年6月9日に解散したGARNET CROWの5作目となるベストアルバムで、同年5月22日に発売された『THE ONE 〜ALL SINGLES BEST〜』に続いて、2作連続でのベストアルバム発売となった。
13年間に発表された全楽曲から31曲（うちシングル曲が12曲）と未発表曲「バタフライ・ノット」をCD 2枚組に収録。本作の発売は同年5月に告知され、公式サイトにて行われたファン投票によって収録曲が決定された。
収録曲のうち、「Clockwork」と「風の中のオルゴール」は、本作でアルバム初収録となった。シングル曲についてはシングルバージョンでの収録が基本だが、5thシングル「夏の幻」は1stアルバム『first soundscope 〜水のない晴れた海へ〜』収録のバージョンで収録されている。また表記はないが、9thシングル「Timeless Sleep」は、1stベストアルバム『Best』収録のバージョンが収録されている。
『名探偵コナン』へのタイアップが付いた楽曲は「Misty Mystery」と「Doing all right」を除き、全て収録された。
未発表曲「バタフライ・ノット」はラストライブで披露された楽曲で、『THE ONE 〜ALL SINGLES BEST〜』の購入者特典スペシャルムービーのBGMとしても使用されていた楽曲。
本作のジャケットや歌詞ブックレットには、本人たちの写真は一切使用されていない。同日にはラストライブの模様を収めたDVD『GARNET CROW livescope ～THE FINAL～』が発売され、同時購入者特典としてポスターがプレゼントされた。

## 収録曲
- 全曲、作詞：AZUKI七　作曲：中村由利　編曲：古井弘人

### DISC 1
1. 夢みたあとで
10thシングル
2. バタフライ・ノット
未発表曲
3. 海をゆく獅子
10thアルバム『Terminus』収録曲
4. closer
10thアルバム『Terminus』収録曲
5. Clockwork
28thシングル「百年の孤独」のカップリング曲。アルバム初収録。
6. Timeless Sleep
9thシングル。ベストアルバム『Best』に収録されているバージョン。
7. JUDY
9thアルバム『メモリーズ』収録曲
8. メモリーズ
9thアルバム『メモリーズ』収録曲
9. 英雄
9thアルバム『メモリーズ』収録曲
10. Maizy
10thアルバム『Terminus』収録曲
11. wish★
2ndアルバム『SPARKLE 〜筋書き通りのスカイブルー〜』収録曲
12. スカイ・ブルー
2ndアルバム『SPARKLE 〜筋書き通りのスカイブルー〜』収録曲
13. The Crack-up
8thアルバム『parallel universe』収録曲
14. 夕立の庭
11thシングル「スパイラル」のカップリング曲。
15. 忘れ咲き
17thシングル
16. 夏の幻 (secret arrange ver.)
5thシングル。1stアルバム『first soundscope 〜水のない晴れた海へ〜』に収録されているバージョン。

### DISC 2
1. 君 連れ去る時の訪れを
4thアルバム『I'm waiting 4 you』収録曲
2. Over Drive
31stシングル
3. 涙のイエスタデー
25thシングル
4. 君という光
14thシングル
5. Rhythm
1stアルバム『first soundscope 〜水のない晴れた海へ〜』収録曲
6. flying
6thシングル
7. Mysterious Eyes
1stシングル
8. As the Dew
ベストアルバム『THE BEST History of GARNET CROW at the crest...』収録曲
9. 世界はまわると言うけれど
26thシングル
10. 風の中のオルゴール
34thシングル「Nostalgia」のカップリング曲。アルバム初収録。
11. Nora
29thシングル「Doing all right」のカップリング曲。
12. call my name
8thシングル
13. 「さよなら」とたった一言で...
ベストアルバム『Best』収録曲
14. Marionette Fantasia
3rdアルバム『Crystallize 〜君という光〜』収録曲
15. Holy ground
2ndアルバム『SPARKLE 〜筋書き通りのスカイブルー〜』収録曲
16. Last love song
7thシングル